# Chromatomyia chamaemetabola
Chromatomyia chamaemetabola är en tvåvingeart som beskrevs av Griffiths 1974. Chromatomyia chamaemetabola ingår i släktet Chromatomyia och familjen minerarflugor.
Artens utbredningsområde är Alberta. Inga underarter finns listade i Catalogue of Life.